# Nagrade i priznanja Grada Pule
Nagrade i priznanja Grada Pule dodjeljuje se pojedincima i pravnim osobama za iznimna dostignuća i doprinose od osobitog značaja za razvitak i ugled Grada, a poglavito za istaknute uspjehe u unapređivanju gospodarstva, znanosti, kulture, sporta, tjelesne i tehničke kulture, odgoja, obrazovanja, zdravstva, socijalne skrbi, zaštite čovjekova okoliša ili u pružanju humanitarne i druge pomoći.
Nagrade i priznanja koje dodjeljuje Gradsko vijeće Grada Pule na temelju općeg akta, odnosno Statuta Grada Pule, po važnosnom slijedu, jesu:
- Nagrada Grada Pule
- Grb Grada Pule
- Povelja Grada Pule

Gradsko vijeće Grada Pule također dodjeljuje Povelju "Počasni građanin Grada Pule" prema istim kriterijima kojima se dodjeljuju javna priznanja i počasti Grada. Gradonačelnik Grada Pule može dodijeliti pojedincima i pravnim osobama Zahvalnicu gradonačelnika Grada Pule.
Nagrade i priznanja određena su Odlukom o dodjeli nagrada, priznanja i počasti Grada Pule iz 1998. godine.
Nagrade i priznanja uručuju se zaslužnim osobama prigodom svečanosti obilježavanja Dana grada Pule koji se obilježava 5. svibnja u spomen na oslobođenje Pule u Drugom svjetskom ratu.

## Poveznice
- Odlikovanja
- Odlikovanja i priznanja Republike Hrvatske

## Vanjske poveznice
- Nagrade i priznanja Grada Pule  Arhivirana inačica izvorne stranice od 9. lipnja 2007. (Wayback Machine)